# Мессель, Григорий
Григорий Мессель (англ. Harry Messel; 3 марта 1922 года — 8 июля 2015 года) — канадский, затем австралийский физик, профессор физики и глава физической школы Сиднейского университета (1952—1987). Кавалер ордена Британской империи — 1979, кавалер ордена Австралии — 2006, награжден медалью Австралийской академии наук — 2014.

## Краткое жизнеописание
Один из шести детей в семье потомков украинских эмигрантов в Канаду, провинция Манитоба. Окончил Королевский университет Онтарио и Дублинский институт перспективных исследований (Dublin Institute for Advanced Studies). Во время учебы в Дублине познакомился и женился на студентке Патрисии Пеграм.
Читал лекции по математической физики в Аделаидском университете (1951—1952). С 1952 года занимался развитием физического направления в университете, воспитал много ученых, в 1954 году основал Фонд ядерных исследований — первый фонд в Британском Содружестве. Будучи руководителем фонда, собрал более 130 миллионов долларов от правительств мира, бизнеса и отдельных людей, благодаря чему создано несколько исследовательских школ международного уровня.
Сыграл ведущую роль во внедрении компьютеров в Австралии — в начале 1950-х годов правительство страны приняло решение закрыть проект, а не заменить «CSIRAC». В течение 1954—1956 годов Мессель собирал и руководил строительством «SILLIAC» в физической школе.
В начале 1950-х годов занимался проблемой низкого качества образования в австралийских высших учебных заведениях. В течение следующего десятилетия был ответственным за две инициативы — Международной научной школы и интеграции науки в учебную программу ВУЗов. Результатом кампании профессора Месселя стало внедрение с начала 1960-х годов комплексной научной учебной программы средних школ. В 1963 году интегрированная модель была введена в школах штата Новый Южный Уэльс, после того во всех австралийских штатах, впоследствии — во многих других странах, в частности — Новой Зеландии и Великобритании.
В 1987 году получил степень магистра наук, в 1992 году — почетный доктор наук (Honoris Causa). После ухода в 1987 году на пенсию продолжал поддерживать тесные связи с Аделаидским университетом. Умер в больнице, где он выздоравливал после операции.
В его честь назван лекционный зал на территории кампуса, присуждается премия имени Месселя.